# Lamine Diack
Lamine Diack (Dakar, 7 giugno 1933 – Dakar, 3 dicembre 2021) è stato un dirigente sportivo e lunghista senegalese.

## Biografia
Nel 1958 si è aggiudicato il titolo di campione francese di salto in lungo (con una misura di 7,63 metri), mentre l'anno successivo è diventato campione universitario francese, sempre nel salto in lungo (con 7,72 metri).
Fu eletto nel Consiglio della Federazione Internazionale di Atletica Leggera (IAAF) nel 1976, diventandone vicepresidente vicario nel 1991. Nel novembre 1999, alla morte dell'allora presidente Primo Nebiolo, ha assunto la carica di presidente ad interim della IAAF; è stato confermato nel ruolo con l'elezione avvenuta nel corso del 43º Congresso IAAF tenutosi a Edmonton nel 2001 e successivamente rieletto in altre tre occasioni nel 2003, 2007 e 2011. Nel 2013 ha annunciato l'intenzione di non ricandidarsi e pertanto il suo mandato da quinto presidente della IAAF è scaduto il 31 agosto 2015, al termine dei campionati mondiali di atletica leggera di Pechino. Suo successore il britannico Sebastian Coe.
È stato anche presidente dell'African Amateur Athletic Confederation (dal 1973 al 2003), segretario generale della Fédération Sénégalaise d'Athlétisme (dal 1963 al 1964) e presidente della stessa federazione dal 1974 al 1978, per diventarne poi presidente onorario.
Dal 1985 al 2002 ha assunto la carica di presidente del Comitato Nazionale Olimpico e Sportivo Senegalese.

## Indagine per corruzione e arresto
Il comitato etico del CIO ha condotto un'indagine di un anno nei confronti di Diack scoprendo che nel 1993 il dirigente aveva ricevuto tangenti dalla società di marketing sportivo Sport International and Leisure (ISL), all'epoca in bancarotta. Diack avrebbe ricevuto tre pagamenti da 30.000 dollari e 30.000 franchi francesi, riscossi personalmente in contanti e in un momento storico in cui la ISL era in trattative con la IAAF per firmare un contratto di marketing in "una situazione di conflitto di interessi".
Il 1º novembre 2015 Diack, assieme a diversi alti funzionari della IAAF, sono stati tratti in arresto in Francia con l'accusa di aver ricevuto denaro (almeno 200.000 euro, nel caso di Diack) per coprire test positivi di atleti russi. Il 10 novembre, il CIO, ha provvisoriamente sospeso Diack che si è poi dimesso il giorno successivo.
Il 14 gennaio 2016, nella relazione di indagine della Commissione indipendente dell'AMA, l'Agenzia Mondiale Antidoping, Lamine Diack viene descritto come soggetto che, con la sua influenza, è stato in grado di far assumere uno dei suoi figli, Khalil, come dipendente della IAAF, in grado di far contrattualizzare l'altro figlio, Papa Massata, come consulente e il suo amico, Habib Cisse, come suo personale consulente legale, creando così un gruppo che ha funzionato "come struttura di governo illegittimo informale al di fuori della struttura formale di governo IAAF".
Il 18 giugno 2020 è terminato il processo a Lamine Diack, ex capo della Federazione internazionale di atletica leggera (IAAF), e ad altre cinque persone, incluso suo figlio Papa Massata Diack. La difesa di Lamine Diack ha richiesto l'indulgenza della corte, riferendosi, in particolare, all'età (87 anni) di Lamine Diack. Il 16 settembre 2020 Lamine Diack è stato condannato dal Tribunale penale di Parigi a quattro anni di carcere, di cui due sospesi, per il suo coinvolgimento nella rete di corruzione che aveva lo scopo di coprire casi di doping in Russia. Suo figlio, Papa Massata Diack (responsabile del marketing della IAAF), rimasto a Dakar dopo essersi rifiutato di comparire al processo di giugno, è stato condannato a cinque anni di carcere e un milione di euro di multa e il tribunale ha confermato il mandato di cattura contro di lui.

## Vita privata
Era sposato e aveva 15 figli. 

## Campionati nazionali
- 1 volta campione nazionale francese di salto in lungo (1958)

1958
- Oro ai Campionati nazionali francesi, salto in lungo - 7,63 m

1959
- Oro ai Campionati universitari francesi, salto in lungo - 7,72 m

## Onorificenze
Fonte: scheda di Lamine Diack sul sito della IAAF

### Onorificenze straniere
- Ordine al merito IAAF
- Ordine al merito ANOCA
- Ordine al merito CAF